# Stamata Revithi
Stamata Revithi (griechisch Σταμάτα Ρεβίθη, * 1866; † nach 1896) war eine griechische Langstreckenläuferin, die versuchte, am Marathonlauf der ersten Olympischen Spielen der Neuzeit 1896 teilzunehmen, obwohl diese Spiele Frauen nicht offenstanden.

## Biografie

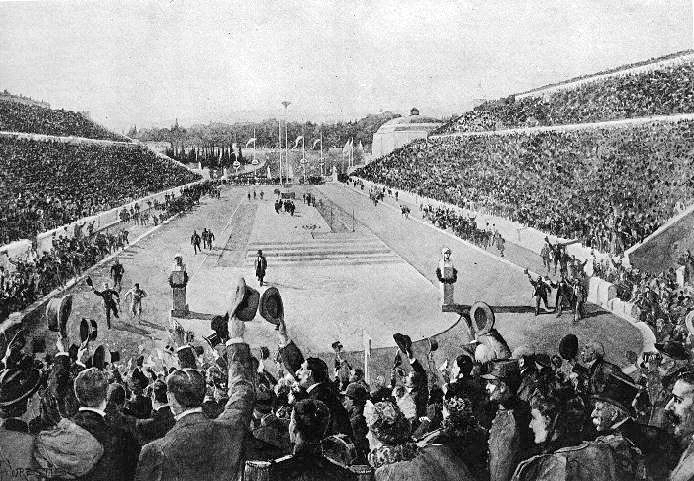
Kallimarmaro Stadion während der Olympischen Spiele 1896

Revithi stammte von der Kykladeninsel Syros, lebte aber 1896 in Piräus. Sie soll eine mittellose Witwe mit einem Kind gewesen sein, die auf dem Weg zur Arbeitssuche von Piräus nach Athen regelmäßig weite Strecken zu Fuß ging. In der Hoffnung, durch die Medienaufmerksamkeit eine gute Arbeit zu finden, soll sie sich spontan entschlossen haben, am Marathonlauf der Olympischen Spiele 1896 teilzunehmen, obwohl Frauen die Teilnahme verwehrt war.
Vor dem Wettkampf befand sie sich mit den anderen Athleten am Startpunkt im Ort Marathon, wo man sie jedoch nicht zum Lauf zuließ und sich über sie lustig machte und ihre Fähigkeit, als Frau den Marathon zu laufen, anzweifelte. Sie soll daraufhin gekontert haben, dass die griechischen Männer bei den Olympischen Spielen bis dahin auch noch nicht gegen die siegreichen Amerikaner gewonnen hätten. Revithi ließ sich trotz des Ausschlusses nicht von ihrem Vorhaben abbringen und lief einen Tag nach dem Marathon der Männer, am 11. April 1896 (julianischer Kalender 30.3.) die Marathon-Strecke, damals rund 40 km, in fünf Stunden und 30 Minuten. Ihre Laufzeit wurde von mehreren Zeugen schriftlich bestätigt. Ihr wurde allerdings in Athen nicht gestattet, in das Kallimarmaro Stadion einzulaufen, den offiziellen Endpunkt des olympischen Marathons der Männer, den ihr Landsmann Spyridon Louis am Vortag gewonnen hatte. Revithi gilt mit ihrem Lauf als erste Frau, die in der Neuzeit die Marathon-Strecke bei den Olympischen Spielen lief. Für Frauen wurde der Marathon-Wettbewerb erst bei den Olympischen Sommerspielen 1984 eingeführt.
Revithis Spuren verlieren sich nach ihrem Lauf; über ihr weiteres Leben ist nichts bekannt.
Erstmals erwähnt wurde ihre Leistung im Women`s Athletic Yearbook 1975, allerdings heißt sie dort „Melpomeni“.
Manche Quellen weisen darauf hin, dass es sich um zwei unterschiedliche Frauen handelte, die den Marathon 1896 liefen: „Melpomeni“, die vor dem offiziellen Wettkampf die Strecke in einer Zeit von vier Stunden und 30 Minuten geschafft haben soll, und Stamata Revithi, die einen Tag nach dem olympischen Männer-Marathon allein lief und eine Stunde länger brauchte. Jedoch wird in mehr Quellen davon ausgegangen, dass es sich um einen Doppelnamen ein und derselben Person, nämlich Stamata Melpomeni Revithi, handeln muss.